# Karel Teissig
Karel Teissig (n. 19 aprilie 1925, Unhošť⁠(d), Boemia Centrală, Cehia – d. 1 octombrie 2000, Praga, Cehia) a fost un pictor academic⁠(d), ilustrator⁠(d), grafician, tipograf și curator muzeal⁠(d) ceh. A fost unul dintre promotorii colajului și este cunoscut, îndeosebi, pentru realizarea unui număr mare de ilustrații de cărți și a câtorva zeci de afișe de film.

## Biografie
S-a născut în 19 aprilie 1925 în orașul Unhošť⁠(d) din districtul Kladno⁠(d) al regiunii Boemia Centrală (atunci în Cehoslovacia, azi în Cehia). După absolvirea Gimnaziului Real, a urmat studii în anii 1943–1945 la Școala particulară de Pictură a Asociației Artiștilor Plastici „Mánes”⁠(d) din Praga (ca urmare a faptului că universitățile cehe au fost închise în timpul ocupației germane), sub îndrumarea profesorilor Josef Liesler⁠(d), Jan Bauch⁠(d) și Stanislav Ježek⁠(d), și apoi în anii 1945–1949 la Academia de Arte Frumoase din Praga⁠(d), sub îndrumarea profesorului⁠(d) Vratislav Nechleba⁠(d), și și-a încheiat studiile în anul 1950 ca bursier al Academiei Regale de Arte Frumoase⁠(d) (Académie Royale des Beaux-Arts) din Bruxelles, sub îndrumarea profesorului Léon Devos⁠(d).
A trecut prin mai multe etape de dezvoltare în cariera sa, de la colorarea expresivă din perioada de început la scrierea de mână în alb-negru, accentul pus pe detalii și folosirea colajului. S-a dedicat în principal ilustrării⁠(d) cărților pentru copii și adulți și realizării de afișe. A creat peste o mie de coperți de cărți și a redactat, împreună cu Milan Kopřiva⁠(d), revista 100+1 zahraniční zajímavost⁠(d). A influențat semnificativ producția de afișe din Cehoslovacia și a realizat în perioada 1959–1989 optzeci și două de afișe de film, douăzeci de afișe de teatru (pentru Teatrul Smetana⁠(d), Teatrul Național și Teatrul Semafor⁠(d)) și a fost unul dintre promotorii colajului în arta afișului. A obținut o mențiune de onoare din partea autorităților cinematografice ale Cehoslovaciei în 1962 și a primit Premiul Internațional Toulouse Lautrec la Paris în 1963 pentru afișul filmului Marile familii (Burziáni). În anii 1967–1969 a condus școala de desen de la Ambasada SUA din Praga.
Karel Teissig a lucrat ca artist liber profesionist și a participat regulat încă din anii 1950 la expoziții colective de grafică, ilustrații și afișe în Cehoslovacia (SČSVU și Umělecké Besedy din 1947, Bienala de grafică aplicată de la Brno din 1964 și 1966 etc.) și în străinătate (Moscova, Beijing, Londra – 1948, Paris – 1953 și 1964, Berlin, Zürich, München, Bologna, Varșovia etc.), a organizat expoziții individuale la mai multe galerii de artă din Praga, începând din 1957: Fronta (1963, 1967, 1981), Kniha (1980) și Galerie Československého spisovatele (1975), precum și la Ostrava (1960), Amsterdam, München și Helsinki. Ilustrațiile realizate de Teissig au fost premiate la târgurile de carte de la Bologna (1968 și 1970) și au obținut premii ale editurilor Práce (1978 și 1980) și Melantrich (1983), iar ilustrațiile sale pentru cartea Příběhy, na které svítilo slunce (1967) de Eduard Petiška⁠(d) au câștigat un premiu în cadrul concursului Nejkrásnějších knih ČSSR („Cele mai frumoase cărți din Republica Socialistă Cehoslovacă”) din 1967.
A decedat în 1 octombrie 2000 la Praga.

## Tehnica artistică
Karel Teissig s-a dedicat în principal, în calitate de pictor, creării de naturi moarte, portrete și desenelor figurative⁠(d) și a scris, de asemenea, două cărți profesionale despre desen și tehnica desenului: O kresbě, základy kreslířských technik (1982) și Technika kresby (1986).
Cu toate acestea, numele său este legat în mod intrinsec de grafica promoțională. Teissig a ilustrat îndeosebi opere literare clasice (scrise de Pușkin, Poe, Tolstoi și Grin), dar a fost atras, de asemenea, de legende și scrieri mitologice (Cid, Příběhy, na které svítilo slunce, Africké pohádky și Pohádky z Austrálie a Oceánie), de cărțile de aventuri și chiar de literatura pentru copii (Pippi Șosețica a lui Astrid Lindgren). În crearea ilustrațiilor, el a folosit în principal desenul liniar⁠(d), combinând diferite tehnici: zgârieturile în nitrolac, colajul finisat, pastelul, guașa sau monotipul.
Creațiile artistice ale lui Teissig conțin în mare parte chipuri umane și reflectă destinul omenesc sau sentimente precum bucuria și tristețea. Istoricul de artă Marta Sylvestrová⁠(d) consideră că „ilustrațiile sale nu sunt doar un acompaniament artistic al cărții, ci se inspiră din poveste și creează o lume proprie unică, care face parte din lumea unică a întregii opere artistice a autorului”. Ilustrațiile lui Teissig se caracterizează printr-o „dispută dialectică dintre aspectul expresiv și simbolismul poetic stilistic, tendința către monumentalism și farmecul colajului decorativ”. Simbolismul și monumentalismul, care predomină în ilustrațiile fabulelor și legendelor lui Eduard Petiška, amintesc de picturile murale, iar stilizarea tehnică și utilizare moderată a culorii conferă compozițiilor o putere expresivă extraordinară. Ilustrațiile din Africké pohádky sunt compuse din colaje și au un caracter mai concret decât cele ale legendelor lui Petiška, iar ilustrațiile din Cid, care înfățișează figuri și evenimente legendare, sunt bogat colorate și constituie prin simbolism și stilizare „o voce convingătoare a trecutului și exotismului istoric”.

## Cărți proprii
- O kresbě, základy kreslířských technik („Despre desen, bazele tehnicii desenului”), Mladá fronta⁠(d), Praga, 1982, împreună cu Ivan Hrdina.
- Technika kresby („Tehnica desenului”), Artia⁠(d), Praga, 1986, din nou sub titlul Kresba („Desen”), Aventinum⁠(d), Praga, 2010.

## Cărți ilustrate

### Literatura cehă
- Konstantin Biebl⁠(d): S kotvou věrnosti (1983),
- Václav Cibula⁠(d): Cid a jeho věrní (1978),
- Václav Dušek⁠(d): Tuláci; Dny pro kočku⁠(d) (1983),
- Miroslav Florian⁠(d): Závrať (1957),
- Norbert Frýd⁠(d): Don Juan jde do divadla (1976),
- Ladislav Fuks⁠(d): Variace pro temnou strunu (1978),
- Jaroslav Havlíček⁠(d): Ta třetí (1988),
- Ignát Herrmann⁠(d): U snědeného krámu⁠(d) (1964),
- Josef Heyduk⁠(d): Hoch a džbán (1961),
- František Kožík⁠(d): Na křídlech větrného mlýna (1989),
- František Kožík⁠(d): Neklidné babí léto (1990),
- Ladislav Mňačko⁠(d): Smrt si říká Engelchen⁠(d) (1962),
- Vítězslav Nezval: Vyzvání na cestu (1976),
- Karel Nový⁠(d): Železný kruh (1975),
- Jan Otčenášek: Občan Brych⁠(d) (1956),
- Jan Otčenášek: Romeo, Julie a tma⁠(d) (1958),
- Mirko Pašek⁠(d): Start a cíl (1956),
- Mirko Pašek⁠(d): Sto dvacet krásek (1967),
- Eduard Petiška⁠(d): Báje a pověsti starého Egypta a Mezopotámie (1979),
- Eduard Petiška⁠(d): Příběhy, na které svítilo slunce (1967),
- Eduard Petiška⁠(d): Příběhy tisíce a jedné noci⁠(d) (1986),
- Eduard Petiška⁠(d): Večeře s milionáři a jiné události (1979),
- Zdeněk Pluhař⁠(d): Mraky táhnou nad Savojskem (1964),
- Karel Ptáčník⁠(d): Ročník jedenadvacet  (1958),
- Marie Pujmanová⁠(d): Lidé na křižovatce (1958),
- Václav Řezáč⁠(d): La bella Boema (1979),
- Valja Stýblová⁠(d): Mne soudila noc 1985),
- František Xaver Svoboda⁠(d): Světla života 1968),
- Miroslav Slach⁠(d): Dostavník do Výmaru (1982),
- Růžena Svobodová⁠(d): Písčitá půda (1960),v
- Fráňa Šrámek⁠(d): Stříbrný vítr⁠(d) (1957),v
- Vladimír Šustr⁠(d): Chudý milionář (1973),
- Josef Toman: Sokrates (1987),
- Jaroslav Raimund Vávra⁠(d): Tvrdá pěst Tuáregů⁠(d) (1950).

### Literatura universală
- Georges Arnaud⁠(d): Mzda za strach (1955),
- Honoré de Balzac: Třicetiletá (1982),
- Maria Banuș: Radost (1952),
- Bertolt Brecht: Krejcarový román; Obchody pana Julia Caesara⁠(d) 1973),
- Charles Dickens: Zlé časy⁠(d) (1953),
- Feodor Dostojevski: Chudí lidé; Hráč (1953),
- Feodor Dostoievski: Výrostek (1974),
- Ilia Ehrenburg: Devátá vlna (1954),
- Ilia Ehrenburg: Pád Paříže (1954),
- William Faulkner: Neodpočívej v pokoji⁠(d) (1958),
- John Fowles: Francouzova milenka (1976),
- Anatole France: Povídky rozmarné a jiné (1956),
- Benito Pérez Galdós: Doña Perfecta⁠(d) (1959),
- Erle Stanley Gardner⁠(d): Státní zástupce si dovede posvítit (1970),
- Edmond de Goncourt: Germinie Lacerteuxová⁠(d) (1976),
- Richad Gordon: Doktor v domě⁠(d) (1969),
- Aleksandr Grin: Cesta nikam⁠(d) (1960),
- Aleksandr Grin: Jessie a Morgiana⁠(d) (1982),
- Aleksandr Grin: Zlatý řetěz⁠(d) (1959),
- Ernest Hemingway: Komu zvoní hrana (1987),
- DuBose Heyward⁠(d): Porgy⁠(d) (1964),
- Victor Hugo: Devadesát tři (1967),
- Agatha Christie: Pan Poirot se vrací (1976),
- Ivan Efremov: Na konci světa (1952),
- Mária Kosová:  Afrikanische Märchen (1970),
- Nikolai Leskov: Lady Macbeth mcenského újezdu⁠(d) (1962),
- Jack London: Jerry z ostrovů⁠(d) (1949),
- Guy de Maupassant: Nezvaní hosté (1953),
- Herman Melville: Má první plavba⁠(d) (1949),
- Edgar Allan Poe: Zlatý skarabeus (1979),
- Aleksandr Pușkin: Bělkinovy povídky (1965),
- Boleslaw Prus: Farao (1950),
- Serghei Sergheev-Țenski⁠(d): Sevastopolská epopej (1954),
- Walter Scott: Ivanhoe (1957),
- William Shakespeare: Půjčka za oplátku (1967),
- Stendhal: Věznice parmská (1973),
- Robert Louis Stevenson: Únos⁠(d); Katriona⁠(d) (1985),
- Robert Teldy Naim⁠(d): Sedm sluncí na sněhu⁠(d) (1962),
- Lev Tolstoi: Hadži Murat (1962),
- Bruno Traven: Loď mrtvých⁠(d) (1968),
- Elsa Triolet: Bílý kůň⁠(d) (1968),
- Mark Twain: Cesty Toma Sawyera⁠(d); Tom Sawyer detektivem⁠(d) (1949),
- Ivan Turgheniev: Otcové a děti⁠(d) (1970),
- Edgar Wallace: Mrtvé oči Londýna⁠(d) (1985),
- Franz Werfel: Dům smutku (1970),
- Émile Zola: Nana⁠(d) (1985).